# Фильмография Роберта Харрона
Фильмография актёра Роберта Харрона насчитывает более 200 фильмов. Ниже приведены короткометражные и полнометражные фильмы, в которых актёр снялся на протяжении своей карьеры с 1907 по 1920 год.
| Актёр в короткометражных фильмах | Актёр в короткометражных фильмах      | Актёр в короткометражных фильмах | Актёр в короткометражных фильмах | Актёр в короткометражных фильмах                        | Актёр в короткометражных фильмах                   |
| Год                              | Русское название                      | Оригинальное название            | Режиссёр                         | Роль                                                    | Актёры-партнёры                                    |
| -------------------------------- | ------------------------------------- | -------------------------------- | -------------------------------- | ------------------------------------------------------- | -------------------------------------------------- |
| 1907                             | Доктор Скинум                         | Dr. Skinum                       | Уоллес МакКатчен                 | швейцар                                                 | Энтони О’Салливан                                  |
| 1907                             | Мистер Гэй и миссис                   | Mr. Gay and Mrs.                 | не известен                      | курьер                                                  | Линда Арвидсон, Энтони О’Салливан                  |
| 1908                             | Перекрестки жизни                     | At the Crossroads of Life        | Уоллес МакКатчен мл.             | курьер                                                  | Линда Арвидсон, Эдвард Диллон, Дэвид Гриффит       |
| 1908                             | Пагубное тайное бегство               | A Calamitous Elopement           | Дэвид Уорк Гриффит               | коридорный                                              | Линда Арвидсон, Дэвид Гриффит, Флоренс Лоуренс     |
| 1908                             | Отказавшийся у алтаря                 | Balked at the Altar              | Дэвид Уорк Гриффит               |                                                         | Линда Арвидсон, Дэвид Гриффит, Мак Сеннет          |
| 1908                             | Курящий муж                           | A Smoked Husband                 | Дэвид Уорк Гриффит               | курьер                                                  | Джон Р. Кампсон, Флоренс Лоуренс, Мак Сеннет       |
| 1908                             | Песнь о рубашке                       | The Song of the Shirt            | Дэвид Уорк Гриффит               |                                                         | Линда Арвидсон, Флоренс Лоуренс, Мак Сеннет        |
| 1908                             | Жена камердинера                      | The Valet’s Wife                 | Дэвид Уорк Гриффит               | фотограф                                                | Мак Сеннет, Флоренс Лоуренс, Оуэн Мур              |
| 1908                             | Испытание дружбы                      | The Test of Friendship           | Дэвид Уорк Гриффит               | человек, покинувший фабрику                             | Флоренс Лоуренс, Линда Арвидсон, Мак Сеннет        |
| 1909                             | Эти ужасные шляпы                     | Those Awful Hats                 | Дэвид Уорк Гриффит               | кинозритель                                             | Мак Сеннет, Флоренс Лоуренс, Линда Арвидсон        |
| 1909                             | Трагическая любовь                    | Tragic Love                      | Дэвид Уорк Гриффит               | клерк                                                   | Линда Арвидсон, Флоренс Лоуренс, Мак Сеннет        |
| 1909                             | Мать его жены                         | His Wife’s Mother                | Дэвид Уорк Гриффит               | помощник официанта                                      | Флоренс Лоуренс, Оуэн Мур, Мак Сеннет              |
| 1909                             | Преобразившийся пропойца              | A Drunkard’s Reformation         | Дэвид Уорк Гриффит               | театральный билетёр                                     | Оуэн Мур, Флоренс Лоуренс, Мак Сеннет              |
| 1909                             | Одинокая вилла                        | The Lonely Villa                 | Дэвид Уорк Гриффит               |                                                         | Мэри Пикфорд, Флоренс Лоуренс, Мак Сеннет          |
| 1909                             | Милочка                               | The Little Darling               | Дэвид Уорк Гриффит               |                                                         | Мэри Пикфорд, Мак Сеннет, Генри Б. Вольтхолл       |
| 1909                             | Гессенские изменники                  | The Hessian Renegades            | Дэвид Уорк Гриффит               | фермер                                                  | Оуэн Мур, Дэвид Уорк Гриффит, Флоренс Лоуренс      |
| 1909                             | В старом Кентукки                     | In Old Kentucky                  | Дэвид Уорк Гриффит               | статист                                                 | Генри Б. Вольтхолл, Оуэн Мур, Мэри Пикфорд         |
| 1909                             | Сладкая месть                         | A Sweet Revenge                  | Дэвид Уорк Гриффит               | человек на мосту                                        | Артур В. Джонсон, Оуэн Мур, Мэри Пикфорд           |
| 1909                             | Спекуляция пшеницей                   | A Corner in Wheat                | Дэвид Уорк Гриффит               | человек на бирже                                        | Генри Б. Вольтхолл, Мак Сеннет, Бланш Свит         |
| 1910                             | Рамона                                | Ramona                           | Дэвид Уорк Гриффит               |                                                         | Мэри Пикфорд, Генри Б. Вольтхолл, Мэй Марш         |
| 1910                             | Упрямая Пегги                         | Wilful Peggy                     | Дэвид Уорк Гриффит               |                                                         | Мэри Пикфорд,Генри Б. Вольтхолл, Мак Сеннет        |
| 1911                             | Парикмахер итальянец                  | The Italian Barber               | Дэвид Уорк Гриффит               | покупатель газеты                                       | Мэри Пикфорд, Мак Сеннет, Дональд Крисп            |
| 1911                             | Энох Арден: Часть 2                   | Enoch Arden: Part II             | Дэвид Уорк Гриффит               | сын Ардена, подросток                                   | Уилфред Лукас, Линда Арвидсон, Флоренс Ла Бади     |
| 1911                             | Кровавая борьба                       | Fighting Blood                   | Дэвид Уорк Гриффит               | сын старого солдата                                     | Лайонел Бэрримор, Бланш Свит, Мэй Марш             |
| 1911                             | Последняя капля воды                  | The Last Drop of Water           | Дэвид Уорк Гриффит               | человек в поезде                                        | Бланш Свит, Джозеф Грейбилл, Линда Арвидсон        |
| 1911                             | Битва                                 | The Battle                       | Дэвид Уорк Гриффит               | солдат                                                  | Бланш Свит, Дональд Крисп, Лайонел Бэрримор        |
| 1911                             | Сердце скряги                         | The Miser’s Heart                | Дэвид Уорк Гриффит               | помощник пекаря                                         | Лайонел Бэрримор, Дональд Крисп, Бланш Свит        |
| 1912                             | Ради сына                             | For His Son                      | Дэвид Уорк Гриффит               | At Soda Fountain                                        | Чарльз Хилл Майлз, Бланш Свит, Кристи Кэбэнн       |
| 1912                             | Трансформация Майка                   | The Transformation of Mike       | Дэвид Уорк Гриффит               | танцующий                                               | Уилфред Лукас, Бланш Свит, Кристи Кэбэнн           |
| 1912                             | Под пылающим небом                    | Under Burning Skies              | Дэвид Уорк Гриффит               | человек на улице / человек на прощальной вечеринке      | Уилфред Лукас, Бланш Свит, Кристи Кэбэнн           |
| 1912                             | Девушка и её доверие                  | The Girl and Her Trust           | Дэвид Уорк Гриффит               | рабочий со станции                                      | Дороти Бернард, Уилфред Лукас, Кристи Кэбэнн       |
| 1912                             | Одно дело бизнес, другое преступление | One Is Business, the Other Crime | Дэвид Уорк Гриффит               | посыльный                                               | Чарльз Уэст, Дороти Бернард, Бланш Свит            |
| 1912                             | Наименьшее зло                        | The Lesser Evil                  | Дэвид Уорк Гриффит               | в группе контрабандистов                                | Бланш Свит, Мэй Марш, Оуэн Мур                     |
| 1912                             | Зверь в заливе                        | A Beast at Bay                   | Дэвид Уорк Гриффит               | фермер                                                  | Мэри Пикфорд, Мэй Марш, Элмер Бут                  |
| 1912                             | Происхождение человека                | Man’s Genesis                    | Дэвид Уорк Гриффит               | Weakhands                                               | Мэй Марш, Уилфред Лукас, Мак Сеннет                |
| 1912                             | Пески Ди                              | The Sands of Dee                 | Дэвид Уорк Гриффит               | Бобби                                                   | Мэй Марш, Чарльз Хилл Майлз, Грейс Хендерсон       |
| 1912                             | Невидимый враг                        | An Unseen Enemy                  | Дэвид Уорк Гриффит               | парень                                                  | Лиллиан Гиш, Дороти Гиш, Гарри Кэри                |
| 1912                             | Две дочери Евы                        | Two Daughters of Eve             | Дэвид Уорк Гриффит               | человек у служебного входа                              | Генри Б. Вольтхолл, Гарри Кэри, Дороти Гиш         |
| 1912                             | Друзья                                | Friends                          | Дэвид Уорк Гриффит               | конюх (в титрах не указан)                              | Мэри Пикфорд, Генри Б. Вольтхолл, Лайонел Бэрримор |
| 1912                             | Так близко и так далеко               | So Near, Yet So Far              | Дэвид Уорк Гриффит               | соперник / человек в клубе                              | Мэри Пикфорд, Лайонел Бэрримор, Гарри Кэри         |
| 1912                             | Любительница румян                    | The Painted Lady                 | Дэвид Уорк Гриффит               | денди на фестивале мороженого                           | Бланш Свит, Лайонел Бэрримор, Гарри Кэри           |
| 1912                             | Мушкетёры аллеи Пиг                   | The Musketeers of Pig Alley      | Дэвид Уорк Гриффит               | участник конкурирующей банды / человек в аллее / танцор | Элмер Бут, Лиллиан Гиш, Гарри Кэри                 |
| 1912                             | Информатор                            | The Informer                     | Дэвид Уорк Гриффит               |                                                         | Мэри Пикфорд, Генри Б. Вольтхолл, Гарри Кэри       |
| 1912                             | Жестокость                            | Brutality                        | Дэвид Уорк Гриффит               |                                                         | Мэй Марш, Лайонел Бэрримор, Гарри Кэри             |
| 1912                             | Нью-йоркская шляпка                   | The New York Hat                 | Дэвид Уорк Гриффит               | один из молодых парней у церкви                         | Мэри Пикфорд, Лайонел Бэрримор, Мэй Марш           |
| 1912                             | Мой герой                             | My Hero                          | Дэвид Уорк Гриффит               | молодой человек                                         | Дороти Гиш, Генри Б. Вольтхолл, Лайонел Бэрримор   |
| 1912                             | Дилемма вора                          | The Burglar’s Dilemma            | Дэвид Уорк Гриффит               | молодой грабитель                                       | Лайонел Бэрримор, Генри Б. Вольтхолл, Гарри Кэри   |
| 1912                             | Крик о помощи                         | A Cry for Help                   | Дэвид Уорк Гриффит               | очевидец при несчастном случае                          | Лайонел Бэрримор, Лиллиан Гиш, Гарри Кэри          |
| 1912                             | Резня                                 | The Massacre                     | Дэвид Уорк Гриффит               | кавалерист                                              | Бланш Свит, Лайонел Бэрримор, Джек Пикфорд         |
| 1913                             | Братья                                | Brothers                         | Дэвид Уорк Гриффит               | любимый сын отца                                        | Чарльз Хилл Майлз, Гарри Кэри, Клара Т. Брэйси     |
| 1913                             | Масло и вода                          | Oil and Water                    | Дэвид Уорк Гриффит               |                                                         | Бланш Свит, Генри Б. Вольтхолл, Гарри Кэри         |
| 1913                             | Непонятный мальчик                    | A Misunderstood Boy              | Дэвид Уорк Гриффит               | сын                                                     | Лайонел Бэрримор, Лиллиан Гиш, Антонио Морено      |
| 1913                             | Барышня и мышка                       | The Lady and the Mouse           | Дэвид Уорк Гриффит               | юный друг                                               | Лиллиан Гиш, Лайонел Бэрримор, Дороти Гиш          |
| 1913                             | Дом тьмы                              | The House of Darkness            | Дэвид Уорк Гриффит               |                                                         | Лайонел Бэрримор, Лиллиан Гиш, Генри Б. Вольтхолл  |
| 1913                             | Сын его матери                        | His Mother’s Son                 | Дэвид Уорк Гриффит               | сирота                                                  | Уолтер Миллер, Мэй Марш, Дороти Гиш                |
| 1913                             | Своевременный перехват                | A Timely Interception            | Дэвид Уорк Гриффит               | приёмный сын фермера                                    | Лиллиан Гиш, Лайонел Бэрримор, Мэй Марш            |
| 1913                             | Смертельный марафон                   | Death’s Marathon                 | Дэвид Уорк Гриффит               | курьер                                                  | Бланш Свит, Генри Б. Вольтхолл, Лайонел Бэрримор   |
| 1913                             | Битва при Элдербушском ущелье         | The Battle at Elderbush Gulch    | Дэвид Уорк Гриффит               | отец                                                    | Мэй Марш, Лиллиан Гиш, Генри Б. Вольтхолл          |
| 1914                             | Грубая сила                           | Brute Force                      | Дэвид Уорк Гриффит               | Гарри Фолкнер                                           | Мэй Марш, Лайонел Бэрримор, Гарри Кэри             |
| 1914                             | Мятеж Китти Белл                      | The Rebellion of Kitty Belle     | Кристи Кэбэнн                    | Джо Белл                                                | Лиллиан Гиш, Рауль Уолш, Дороти Гиш                |

| Актёр в полнометражных фильмах | Актёр в полнометражных фильмах  | Актёр в полнометражных фильмах                    | Актёр в полнометражных фильмах | Актёр в полнометражных фильмах | Актёр в полнометражных фильмах                    |
| Год                            | Русское название                | Оригинальное название                             | Режиссёр                       | Роль                           | Актёры-партнёры                                   |
| ------------------------------ | ------------------------------- | ------------------------------------------------- | ------------------------------ | ------------------------------ | ------------------------------------------------- |
| 1913                           | Юдифь из Бетулии                | Judith of Bethulia                                | Дэвид Уорк Гриффит             | Натан                          | Бланш Свит, Генри Б. Вольтхолл, Мэй Марш          |
| 1914                           | Битва полов                     | The Battle of the Sexes                           | Дэвид Уорк Гриффит             | Джон Эндрюс, сын               | Дональд Крисп, Лиллиан Гиш, Рудольф Валентино     |
| 1914                           | Дом, милый дом                  | Home, Sweet Home                                  | Дэвид Уорк Гриффит             | Роберт Уинтроп                 | Генри Б. Вольтхолл, Лиллиан Гиш, Дороти Гиш       |
| 1914                           | Побег                           | The Escape                                        | Дэвид Уорк Гриффит             | Ларри Джойс                    | Дональд Крисп, Бланш Свит, Мэй Марш               |
| 1914                           | Совесть-мститель, или «Не убий» | The Avenging Conscience: or «Thou Shalt Not Kill» | Дэвид Уорк Гриффит             | парень из магазина продуктов   | Генри Б. Вольтхолл, Бланш Свит, Мэй Марш          |
| 1915                           | Рождение нации                  | The Birth of a Nation                             | Дэвид Уорк Гриффит             | Тод, младший сын Стоунменов    | Лиллиан Гиш, Мэй Марш, Генри Б. Вольтхолл         |
| 1916                           | Невезучая Энн                   | Hoodoo Ann                                        | Ллойд Ингрэм                   | Джимми Вэнс                    | Мэй Марш, Уильям Х. Браун, Милдред Харрис         |
| 1916                           | Нетерпимость                    | Intolerance: Love’s Struggle Throughout the Ages  | Дэвид Уорк Гриффит             | юноша                          | Лиллиан Гиш, Мэй Марш, Эрих фон Штрогейм          |
| 1917                           | Плохой мальчик                  | The Bad Boy                                       | Честер Уитер                   | Джимми Бейтс                   | Ричард Каммингс, Милдред Харрис, Коллин Мур       |
| 1918                           | Сердца мира                     | Hearts of the World                               | Дэвид Уорк Гриффит             | Дуглас Гордон Хэмилтон         | Лиллиан Гиш, Дороти Гиш, Эрих фон Штрогейм        |
| 1918                           | Великая любовь                  | The Great Love                                    | Дэвид Уорк Гриффит             | Джим Янг                       | Джордж Фоусет, Лиллиан Гиш, Генри Б. Вольтхолл    |
| 1918                           | Самое важное в жизни            | The Greatest Thing in Life                        | Дэвид Уорк Гриффит             | Эдвард Ливингстон              | Дэвид Батлер, Лиллиан Гиш, Сейзу Питтс            |
| 1919                           | Любовь в счастливой долине      | A Romance of Happy Valley                         | Дэвид Уорк Гриффит             | Джон Л. Логан-младший          | Лидия Йеменс Титус, Лиллиан Гиш, Кэрол Демпстер   |
| 1919                           | Девушка, оставшаяся дома        | The Girl Who Stayed at Home                       | Дэвид Уорк Гриффит             | Джеймс Грей                    | Адольф Лестина, Кэрол Демпстер, Ричард Бартелмесс |
| 1919                           | Верное сердце Сюзи              | True Heart Susie                                  | Дэвид Уорк Гриффит             | Уильям Дженкинс                | Лиллиан Гиш, Джордж Фоусет, Кэрол Демпстер        |
| 1919                           | Мать и закон                    | The Mother and the Law                            | Дэвид Уорк Гриффит             | юноша                          | Мэй Марш, Мириам Купер, Тод Браунинг              |
| 1919                           | Величайший вопрос               | The Greatest Question                             | Дэвид Уорк Гриффит             | Джимми Хилтон                  | Лиллиан Гиш, Ральф Грейвз, Джордж Фоусет          |
| 1920                           | Совпадение                      | Coincidence                                       | Честер Уитей                   | Билли Дженкс                   | Брэдли Баркер, Джун Уолкер, Фрэнк Белчер          |